# دارين توماس
دارين توماس (بالإنجليزية: Darren Thomas)‏ (25 يناير 1972 في المملكة المتحدة - ) هو لاعب كريكت بريطاني. لعب مع نادي مقاطعة غلاموركن للكريكت ‏.

## وصلات خارجية
- دارين توماس على موقع إي آس بي آن كريك إنفو (الإنجليزية)